# Harrisinopsis
Harrisinopsis is een geslacht van vlinders van de familie bloeddrupjes (Zygaenidae), uit de onderfamilie Procridinae.

## Soorten
- H. robusta Jordan, 1913
- H. tessmanni Hering, 1932